# Łucja Noworyta
Łucja Noworyta po mężu Majewska (ur. 29 października 1937 w Krakowie, zm. 23 sierpnia 2022) – polska lekkoatletka, mistrzyni Polski.

## Kariera
Startowała z powodzeniem w skoku wzwyż, skoku w dal i pięcioboju.
Zajęła 16.–17. miejsce w pięcioboju na mistrzostwach Europy w 1966 w Budapeszcie.
Zdobyła mistrzostwo Polski w pięcioboju w 1965. Była wicemistrzynią Polski w skoku wzwyż w 1959, 1960, 1961, 1962 i 1966, w skoku w dal w 1966 i w pięcioboju w 1966, a także brązową medalistką w skoku wzwyż w 1958 i 1964, w skoku w dal w 1965 i w pięcioboju w 1958.
W latach 1959–1966 startowała w czterech meczach reprezentacji Polski w skoku w dal i wzwyż, odnosząc 1 zwycięstwo indywidualne.
Ustanowiła klubowy rekord Polski w sztafecie 10 × 100 metrów z czasem 2:14,6 w 1954
Rekordy życiowe::
| Konkurencja | Data i miejsce          | Wynik |
| ----------- | ----------------------- | ----- |
| skok wzwyż  | 31 maja 1964, Warszawa  | 1,63  |
| skok w dal  | 18 lipca 1964, Warszawa | 5,96  |
| pięciobój   | 7 sierpnia 1966, Poznań | 4325  |

Była zawodniczką Olszy Kraków i Gwardii Warszawa.
W latach 60. służyła jako plutonowa w Komendzie Stołecznej Milicji Obywatelskiej.